# Bruz
Bruz je naselje in občina v severozahodnem francoskem departmaju Ille-et-Vilaine regije Bretanje. Leta 2009 je naselje imelo 16.235 prebivalcev.

## Geografija
Naselje leži v pokrajini Bretaniji ob reki Vilaine, 13 km jugozahodno od Rennesa.

## Uprava
Bruz je sedež istoimenskega kantona, v katerega so poleg njegove vključene še občine Bourgbarré,, Chartres-de-Bretagne, Noyal-Châtillon-sur-Seiche, Orgères, Pont-Péan in Saint-Erblon z 41.440 prebivalci.
Kanton Bruz je sestavni del okrožja Rennes.

## Zanimivosti
- škofijski dvorec Manoir de Saint-Armel iz 11., prenovljen v 17. stoletju,
- mlin na reki Boël iz sredine 17. stoletja,
- kamniti most Pont de Pont-Réan na reki Vilaine iz leta 1767,
- ruševine gradu château de Cicé,
- cerkev sv. Martina iz sredine 20. stoletja, zgrajena na mestu nekdanje cerkve iz 16. stoletja, uničene med bombnim napadom zavezniških sil v drugi svetovni vojni (1944),
- menhir Cas Rougé.

## Partnerska mesta
- Września (Velikopoljsko vojvodstvo, Poljska);